# Harald Norpoth

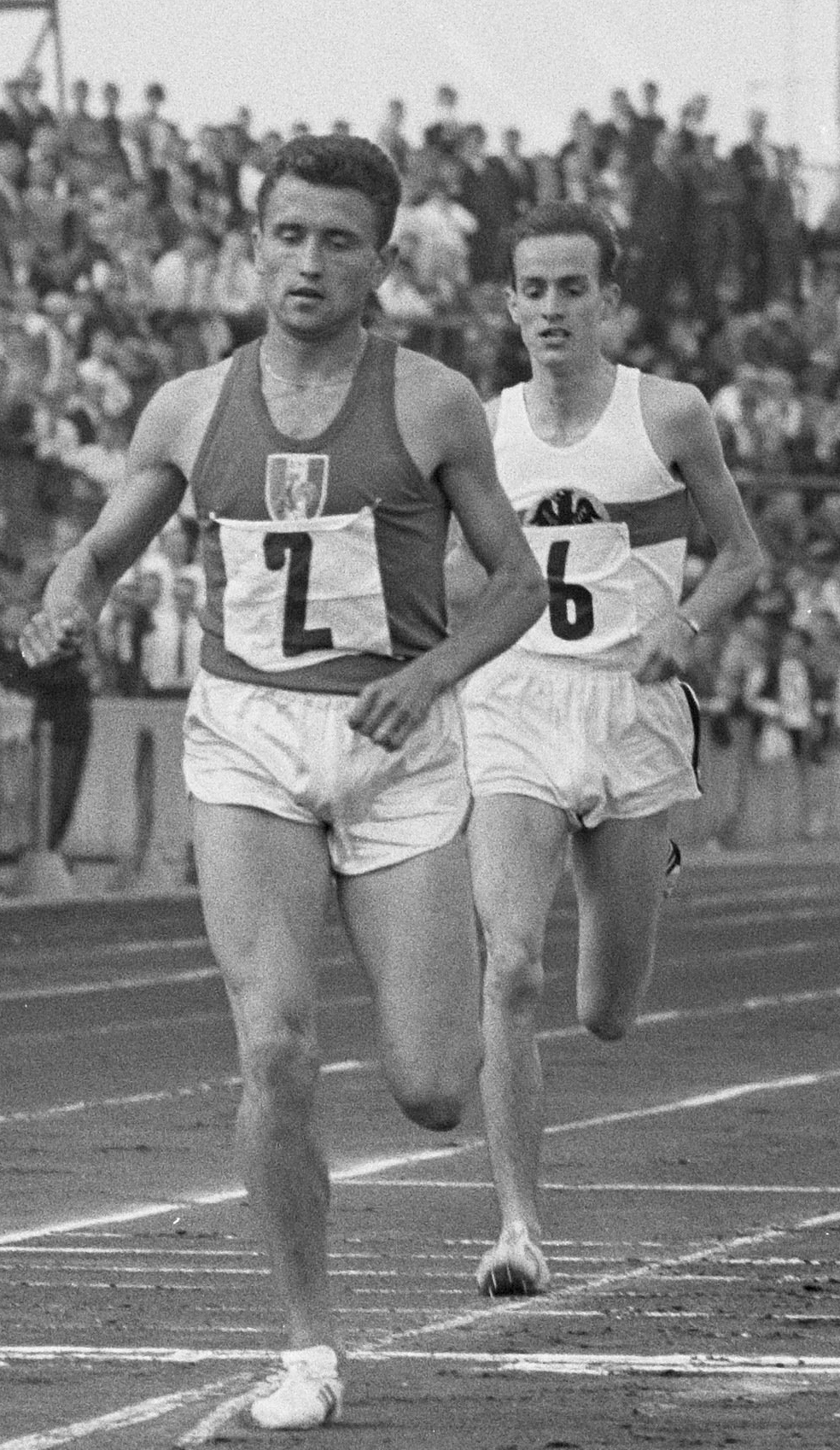
Harald Norpoth (rechts) während eines Wettkampfes 1963. Im Vordergrund der französische Läufer Michel Jazy.

Harald Norpoth (* 22. August 1942 in Münster) ist ein ehemaliger deutscher Mittel- und Langstreckenläufer, der für die Bundesrepublik Deutschland startete.

## Sportkarriere
Mit einer Körpergröße von 1,85 m und einem Gewicht von 60 kg gehörte Norpoth wie z. B. auch Emil Zátopek zu den schlaksigen Athleten. Er zeichnete sich aus durch besondere Spurtfähigkeiten mit langgezogenen Beschleunigungen und einer enormen Tempohärte. Von Ernst van Aaken betreut, sorgte er beim 5000-Meter-Lauf der Olympischen Spiele 1964 in Tokio für eine Überraschung, als er die Favoriten Michel Jazy und Ron Clarke hinter sich ließ und am Ende hinter Bob Schul in 13:49,6 min die Silbermedaille gewann.
Bei den 1966 zum ersten Mal ausgetragenen Europäischen Hallenspielen in Dortmund siegte Norpoth über 3000 Meter und bei den Europameisterschaften 1966 in Budapest gewann er Silber über 5000 Meter sowie Bronze über 1500 Meter. Im 2000-Meter-Lauf gelang ihm 1966 bei den 5. Internationalen Stadionspielen des TSV Hagen 1860 ein Weltrekord. Mit 4:57,8 min unterbot er dabei als erster Läufer die 5-Minuten-Marke. 1966 stellte er einen Europarekord über 5000 Meter (13:24,8 min) auf. Am 6. Juni 1967 ließ er im Preußenstadion in Münster einen weiteren Europarekord über 3000 Meter (7:45,2 min) folgen. 1968 war er an einem Weltrekord im 4-mal-880-Yards-Staffellauf beteiligt.
Bei den Olympischen Spielen 1968 in Mexiko-Stadt wurde er Vierter über 1500 Meter in 3:42,5 min, nachdem er über seine eigentliche Spezialstrecke, die 5000 Meter, geplagt von Seitenstichen aufgeben musste. Eine weitere Bronzemedaille errang er bei den Europameisterschaften 1971 in Helsinki über 5000 Meter. Bei den Olympischen Spielen 1972 in München kam er über 5000 Meter in 13:32,6 min auf den sechsten Platz.
Kurz vor Beginn der Europameisterschaften 1969 in Athen war er einer der Sprecher der deutschen Mannschaft, die sich für einen Solidaritätsboykott zugunsten Jürgen Mays einsetzten, der nicht starten durfte, da er zwar nicht die Nationalität, aber den Verband gewechselt hatte. Es kam dann zum Boykott und so konnte Norpoth in dem Jahr wie auch die anderen deutschen Leichtathleten seine Medaillenchancen nicht wahrnehmen.
Darüber hinaus spielte er eine große Rolle im 1965 erstmals ausgetragenen Leichtathletik-Europacup, der damals, als Leichtathletik-Weltmeisterschaften noch nicht auf dem Programm standen, eine wesentlich größere Bedeutung hatte als dies heute der Fall ist. Norpoth gewann bei den Europacup-Finals dreimal in Folge die 5000 Meter – 1965 in Stuttgart mit 14:18,0 min vor dem Polen Witold Baran, 1967 in Kiew mit 15:26,8 min vor Jürgen Haase, DDR, 1970 in Stockholm mit 14:25,4 min vor Gert Eisenberg, DDR. Die Europacup-Rennen waren wie zugeschnitten auf Harald Norpoth. Es waren in aller Regel reine Spurtrennen, bei denen der Westfale seine großen Qualitäten mit langgezogenen Spurts ganz besonders ausspielen konnte.
Im Jahr 1973 wollte Norpoth seine Karriere wie sein Vereinskollege Franz-Josef Kemper eigentlich langsam ausklingen lassen. Doch es kam ein bisschen anders. Norpoth steigerte sich noch einmal in eine hervorragende Form. Zunächst besiegte er über 5000 Meter beim Länderkampf gegen die USA den jungen Olympiavierten Steve Prefontaine und verbesserte hier seine persönliche Bestzeit und den deutschen Rekord auf 13:20,5 min. Nachdem er auch wieder Deutscher Meister geworden war, drängte ihn der DLV doch entgegen seiner eigenen Absicht, noch einmal beim Europacup zu starten. Norpoth tat dies und belegte in 13:57,66 min einen sehr guten dritten Platz hinter Brendan Foster und Manfred Kuschmann (Europacup 1973 in Edinburgh).
Zu seinen Erfolgen zählen auch insgesamt 18 deutsche Meistertitel über 1500 Meter, 5000 Meter und in den Crossläufen, die er zwischen 1963 und 1973 errang. Bei allen wichtigen Wettkämpfen war Norpoth ganz vorne mit dabei, nie war er dort schlechter als Sechster. Er zeichnete sich durch großen Trainingsfleiß und konsequente Vorbereitung auf die großen Ereignisse aus. Für viele Sportinteressierte war Harald Norpoth ein Idol und Vorbild. Mit seinen zahlreichen Erfolgen und seiner großen Zuverlässigkeit über viele Jahre hinweg gehört er zu den besten deutschen Langstreckenläufern und war in seiner Zeit ein Sportler der absoluten Weltklasse.

## Weiteres Leben
In der Nähe seiner Heimatstadt Telgte bei Münster war er von 1971 bis 2002 Sportlehrer an der Sportschule der Bundeswehr in Warendorf. Er hatte zunächst Betriebswirtschaft studiert und als Versicherungsvertreter gearbeitet. Später begann er ein Studium an der Deutschen Sporthochschule Köln, das er als Diplomsportlehrer abschloss (Diplomarbeit: Vergleichende Untersuchungen über das Verhalten von Herzfrequenz und Blutlaktat bei stufenförmigen Belastungen). 2002 ging er in Rente. Er ist verheiratet und hat mit seiner Frau Marlies zwei Kinder.
Seine große Liebe gehörte auch immer dem Fußball. Gehindert durch eine Knieproblematik konnte er als Aktiver diesen Sport nur bedingt ausüben, spielte aber nach Beendigung seiner Läuferkarriere bei der DJK Telgte und stieg mit dem Verein von der zweiten Kreisklasse bis in die Landesliga auf. Darüber hinaus war Norpoth über lange Jahre auch als erfolgreicher Fußballtrainer bis hin zur Verbandsliga tätig. Eine Trainerlizenz besaß er sogar für die Fußball-Bundesliga.

## Ehrungen
1964 erhielt Norpoth das Silberne Lorbeerblatt, 1970 den Rudolf-Harbig-Gedächtnispreis. Beim Ball des Sports 1971 und 1973 wurde er vom Sportbund der Stadt Münster als Sportler des Jahres ausgezeichnet. Am 10. Mai 1991 erhielt er den Verdienstorden des Landes Nordrhein-Westfalen.

## Persönliche Bestzeiten
- 800 m: 1:49,3 min, 2. Oktober 1966, Herford
- 1000 m: 2:17,3 min, 21. September 1966, Hannover
- 1500 m: 3:39,7 min, 17. September 1966, Warschau ; in der Halle : 3:37,8, 13. Februar 1971, Berlin, damals Weltrekord
- 1 Meile: 3:57,2 min, 7. September 1971, Berlin
- 2000 m: 4:57,8 min, 10. September 1966, Hagen, damals Weltrekord
- 3000 m: 7:45,1 min, 6. Juni 1967, Münster, damals Europarekord
- 5000 m: 13:20,6 min, 12. Juli 1973, München, damals gesamtdeutscher Rekord

## Rekorde (chronologisch)
- 1500 m: 3:41,2 min, 20. September 1962, Warschau, bundesdeutscher Rekord
- 5000 m: 13:48,4 min, 4. Juli 1964, Berlin, bundesdeutscher Rekord
- 3000 m: 7:55,2 min, 5. Juli 1965, Karlsruhe, bundesdeutscher Rekord
- 5000 m: 13:42,8 min, 7. Juli 1965, Berlin, bundesdeutscher Rekord
- 5000 m: 13:24,8 min, 7. Juni 1966, Köln, Europarekord
- 2000 m: 4:57,8 min, 10. September 1966, Hagen, Weltrekord
- 1500 m (in der Halle): 3:37,8 min, 13. Februar 1971, Weltrekord
- 5000 m: 13:20,6 min, 12. Juli 1973, München, gesamtdeutscher Rekord
- 4-mal-880-Yards-Staffel: 7:14,6 min, 13. Juni 1968, Fulda (Bodo Tümmler, Walter Adams, Harald Norpoth, Franz-Josef Kemper), Weltrekord
- 3-mal-1000-Meter-Staffel: 7:01,2 min, 17. Juli 1966, Hamm (Franz-Josef Kemper, Wolf-Jochen Schulte-Hillen, Harald Norpoth), bis heute (Februar 2024) gültiger deutscher Rekord